# 中浦駅
中浦駅（なかうらえき）は、新潟県新発田市下飯塚にある、東日本旅客鉄道（JR東日本）羽越本線の駅である。

## 歴史
- 1944年（昭和19年）5月31日：中浦信号場として開設[1]。
- 1953年（昭和28年）7月1日：駅に昇格し、中浦駅が開業[1]。
- 1972年（昭和47年）9月1日：手荷物および小荷物の取り扱いを廃止[2]。無人化[3]。
- 1987年（昭和62年）4月1日：国鉄分割民営化により、JR東日本の駅となる[1]。
- 2008年（平成20年）3月15日：ICカード「Suica」の利用が可能となる[4]。

## 駅構造
単式ホーム1面1線を有する地上駅である。かつては相対式ホーム2面2線だったが、既に交換設備は撤去されている。しかし、ホーム上には跨線橋が残されており、旧2番線側に東口を設け、連絡通路として利用されている。
新津駅管理の無人駅となっている。駅舎は待合室の機能のみ。簡易Suica改札機、乗車駅証明書発行機、トイレなどが設置されている。

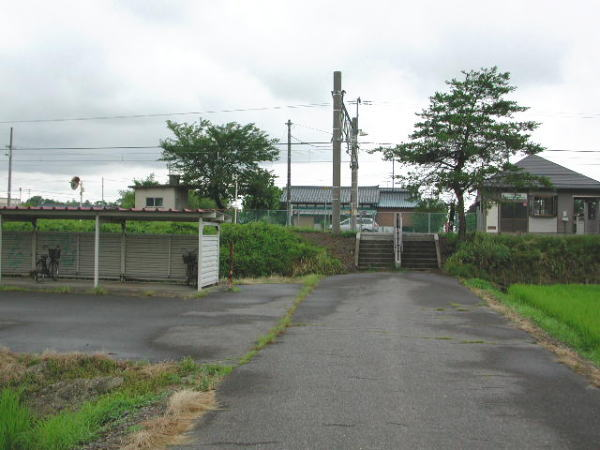
東口（2004年7月）
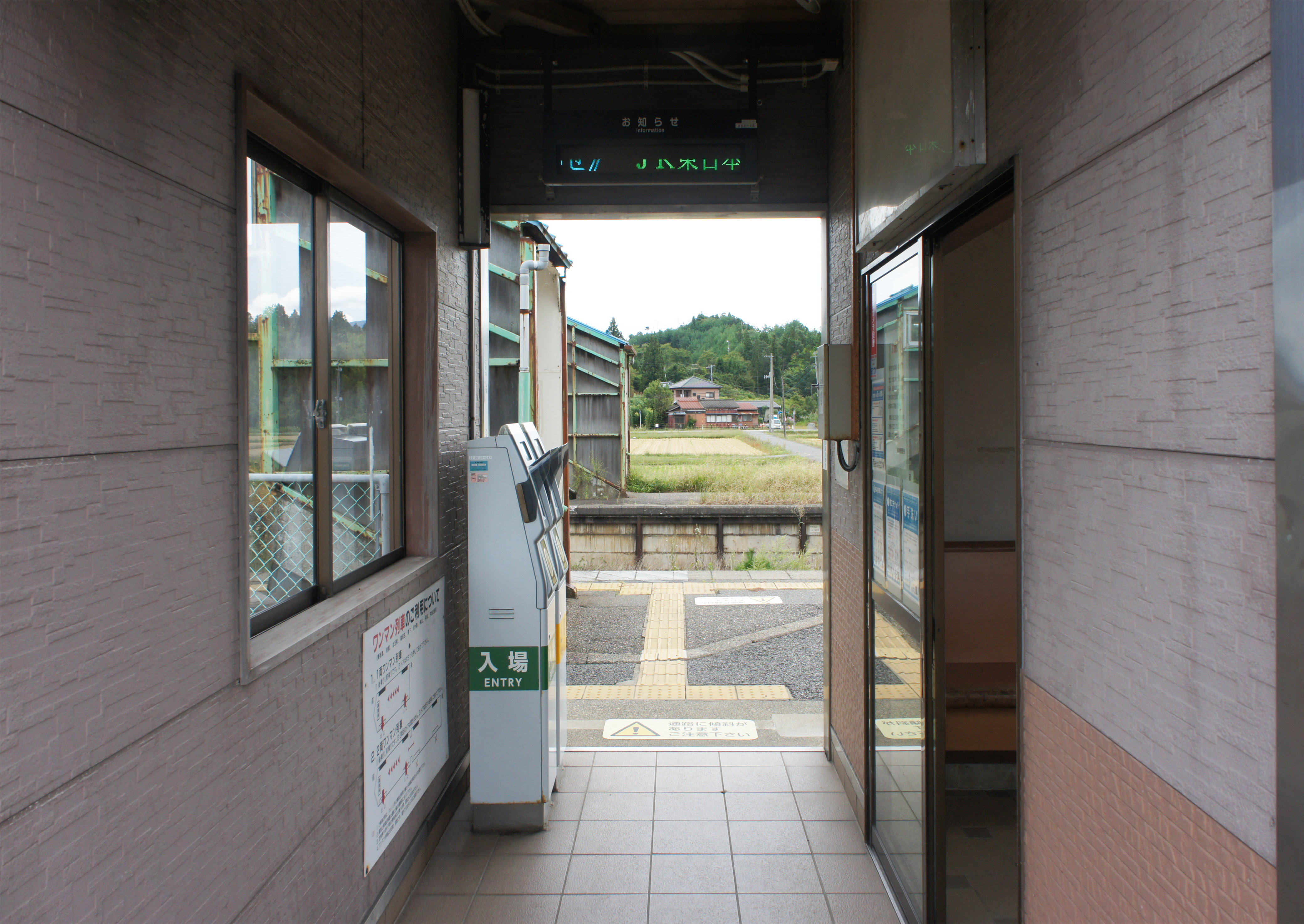
改札口（2021年9月）
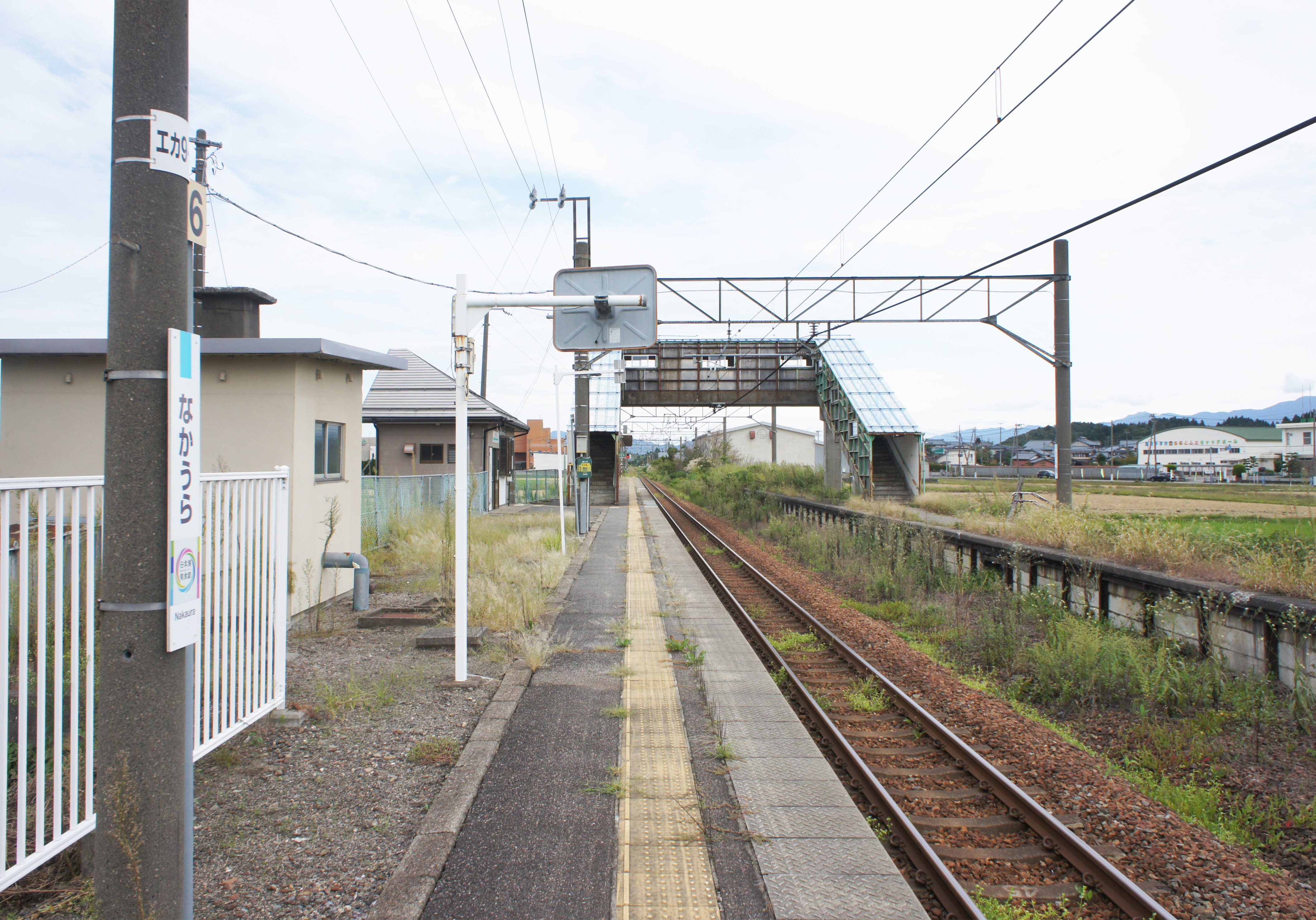
ホーム（2021年9月）

## 駅周辺
駅前は国道460号に面し、沿道には農家などの住宅が立ち並ぶ。駅の東側は水田を挟んだところに、豊浦地区の公共施設がある。
- 豊浦郵便局
- 新発田市役所豊浦庁舎
- 豊浦地区公民館
- 真木山中央公園
- JA北越後豊浦支店

## バス路線
2024年（令和6年）1月現在では、当駅より北東に徒歩10分ほどの国道460号沿いに新潟交通観光バスの「乙次」バス停が設置されており、平日のみ以下の路線が運行されている（各方向2便ずつ）。
- 本田・天王号：月岡足湯前方面／新発田駅・新発田営業所方面[6]

## 隣の駅
東日本旅客鉄道（JR東日本）
■羽越本線
月岡駅 - 中浦駅 - 新発田駅